# Turó Gran de Bufadors
El Turó Gran de Bufadors és una muntanya de 1.006 metres que es troba a la serra de Bufadors, entre els municipis de Santa Maria de Besora, a la comarca d'Osona i de Ripoll, a la comarca catalana del Ripollès.